# Cadena trófica
La cadena trófica (del griego trophos, alimentar, nutrir) describe el proceso de transferencia de sustancias nutritivas a través de las diferentes especies de una comunidad biológica, en la que cada una se alimenta de la precedente y es alimento de la siguiente. También conocida como cadena alimenticia o cadena alimentaria, es la corriente de energía y nutrientes que se establece entre las distintas especies de un ecosistema en relación con su nutrición.

Ejemplos de cadenas tróficas terrestre y marina.

## Eslabones
En una cadena trófica, cada eslabón (nivel trófico) obtiene la energía necesaria para la vida del nivel inmediatamente anterior; y el productor la obtiene a través del proceso de fotosíntesis mediante el cual transforma la energía lumínica en energía química, gracias al sol, agua y sales minerales. De este modo, la energía fluye a través de la cadena de forma lineal y ascendente.
En este flujo de energía se produce una gran pérdida de la misma en cada traspaso de un eslabón a otro, por lo cual un nivel de consumidor alto (ejemplo: consumidor terciario) recibirá menos energía que uno bajo (ejemplo: consumidor primario).
Dada esta condición de flujo de energía, la longitud de una cadena no va más allá de consumidor terciario o cuaternario.

### Desaparición de un eslabón
Una cadena alimentaria en sentido estricto, tiene varias desventajas en caso de desaparecer un eslabón:
1. Se superpoblará el nivel inmediatamente anterior, debido a que ya no existen sus depredadores.
2. Se desequilibrarán los niveles inferiores y los niveles contiguos por la falta de competencia entre esa especie y la que compone el eslabón desaparecido.

## Partes de la cadena trófica
En una biocenosis o comunidad biológica existen:
- Productores primarios, autótrofos, que utilizando la energía solar (fotosíntesis) o reacciones químicas minerales (quimiosíntesis), obtienen la energía necesaria para fabricar materia orgánica a partir de nutrientes inorgánicos que toman del aire y del suelo.
- Consumidores, heterótrofos, que producen sus componentes a partir de la materia orgánica procedente de otros seres vivos. Las especies consumidoras pueden ser, si las clasificamos por la modalidad de explotación del recurso:
  - Depredadores y pecoreadores. Organismos que ingieren el cuerpo de sus presas, entero o en parte. Esta actividad puede llamarse, y se llama a veces, predación, pero es más común ver usado este término solo para la actividad de los carnívoros, es decir, los consumidores de segundo orden o superior (ver más abajo).
  - Descomponedores o degradadores. Los primeros son aquellos organismos saprótrofos, como bacterias y hongos, que aprovechan los residuos por medio de digestión externa seguida de absorción (osmotrofia). Los detritívoros son algunos protistas y pequeños animales, que devoran (fagotrofia) los residuos sólidos que encuentran en el suelo o en los sedimentos del fondo, así como animales grandes que se alimentan de cadáveres, que es a los que se puede llamar propiamente carroñeros.
  - Parásitos. Los parásitos se diferencian de los depredadores en que no matan a los animales de que se alimentan. Pueden ser depredados, a su vez, como lo son los parásitos de los grandes herbívoros africanos, devorados por picabueyes y otras aves. También pueden tener sus propios parásitos, de manera que cada parásito primario puede ser la base de una cadena trófica especial de parásitos de distintos órdenes. Los parasitoides son un tipo especial de parásitos, que termina matando a su presa o huésped.

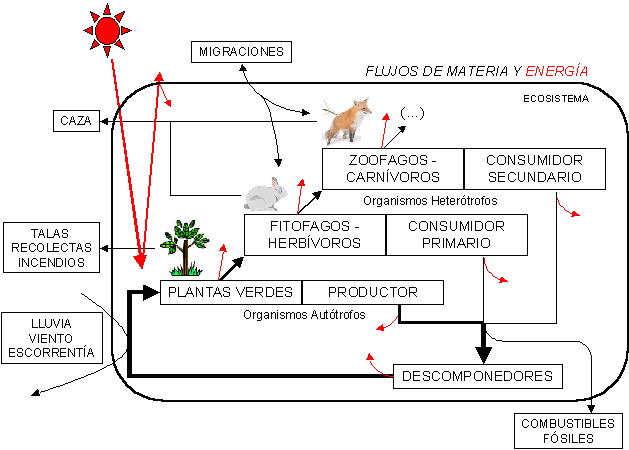
Cadena trófica.

- Si examinamos el nivel trófico más alto de entre los organismos explotados por una especie, atribuiremos a esta un orden en la cadena de transferencias, según el número de términos que tengamos que contar desde el principio de la cadena:
  - Consumidores primarios, los fitófagos o herbívoros. Devoran a los organismos autótrofos, principalmente plantas o algas, se alimentan de ellos de forma parásita, como hacen por ejemplo los pulgones, son comensales o simbiontes de plantas, como las abejas, o se especializan en devorar sus restos muertos, como los ácaros oribátidos o los milpiés.
  - Consumidores secundarios, los zoófagos o carnívoros, que se alimentan directamente de consumidores primarios, pero también los parásitos de los herbívoros, como por ejemplo el ácaro Varroa, que parasita a las abejas melíferas.
  - Consumidores terciarios, los organismos que incluyen de forma habitual consumidores secundarios en su fuente de alimento. En este eslabón están los animales dominantes en los ecosistemas, sobre los que influyen en una medida muy superior a su contribución, siempre escasa, a la biomasa total. En el caso de los grandes animales cazadores, que consumen incluso otros depredadores, les corresponde ser llamados superpredadores (o superdepredadores). En ambientes terrestres son, por ejemplo, las aves de presa y los grandes felinos y cánidos. Estos siempre han sido considerados como una amenaza para los seres humanos, por padecer directamente su predación o por la competencia por los recursos de caza, y han sido exterminados de manera, a menudo, sistemática y llevados a la extinción en muchos casos. En este capítulo entrarían también, además de los predadores, los parásitos y comensales de los carnívoros.
  - En realidad puede haber hasta seis o siete niveles tróficos de consumidores, rara vez más, formando como hemos visto no solo cadenas basadas en la predación o captura directa, sino en el parasitismo, el mutualismo, el comensalismo o la descomposición.

Es de notar, que en muchas especies distintas, categorías de individuos pueden tener diferentes maneras de nutrirse, que en algunos casos las situarían en distintos niveles tróficos. Por ejemplo las moscas de la familia Sarcophagidae, son recolectoras de néctar y otros líquidos azucarados durante su vida adulta, pero mientras son queresas (larvas) su alimentación típica es a partir de cadáveres (están entre los «gusanos» que se desarrollan durante la putrefacción). Los anuros (ranas y sapos) adultos son carnívoros, pero sus larvas, los renacuajos, roen las piedras para obtener algas. En los mosquitos (familia Culicidae), tábanos (familia Tabanidae) y otros, las hembras son parásitas hematófagas de animales, pero los machos emplean su aparato bucal picador para alimentarse de materia vegetal, como savia.

## Pirámides tróficas
La pirámide trófica o pirámide ecológica es una forma especialmente abstracta de describir la circulación de energía en la biocenosis y la composición de esta. Se basa en la representación desigual de los distintos niveles tróficos en la comunidad biológica, porque siempre es más la energía movilizada y la biomasa producida por unidad de tiempo, cuanto más bajo es el nivel trófico.

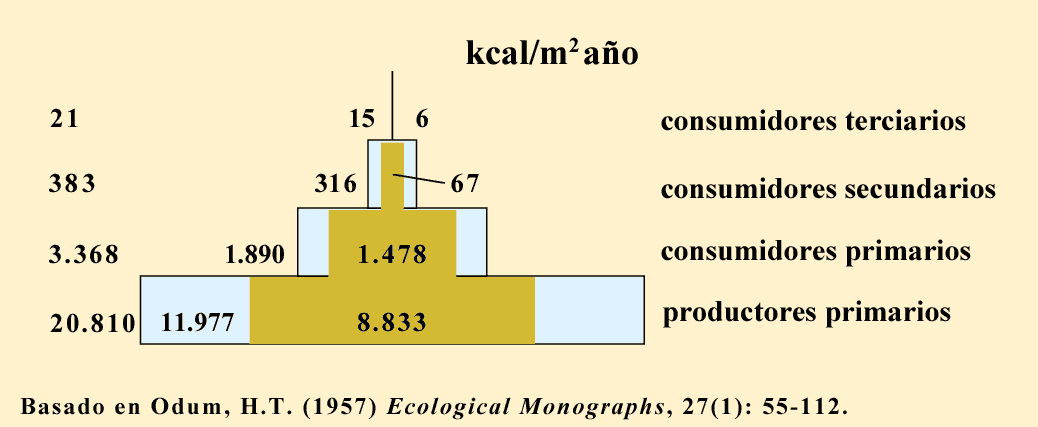
Pirámide de energía en una comunidad acuática. En ocre, producción neta de cada nivel; en azul, respiración; la suma, a la izquierda, es la energía asimilada.

- Pirámide de energía: en teoría, nada limita la cantidad de niveles tróficos que puede sostener una cadena alimentaria; sin embargo, hay un problema: solo una parte de la energía almacenada en un nivel trófico pasa al siguiente nivel. Esto se debe a que los organismos usan gran parte de la energía que consumen para llevar a cabo sus procesos vitales, como respiración, movimiento y reproducción. El resto de la energía se libera al medio ambiente en forma de calor: Solo un 10 % de la energía disponible dentro de un nivel trófico se transfiere a los organismos del siguiente nivel trófico. Por ejemplo un décimo de la energía solar captada por la hierba termina almacenada en los tejidos de las vacas y otros animales que pastan. Y solo un décimo de esa energía, es decir, 10 % del 10 %, o 1 % en total, se transfiere a las personas que comen carne de vaca. Por ello cuantos más niveles existan entre el productor y el consumidor del nivel más alto en el ecosistema, menor será la energía que quede de la cantidad original.[4]
- Pirámide de biomasa: la cantidad total de tejido vivo dentro de un nivel trófico se denomina biomasa. La biomasa suele expresarse en término de gramos de materia orgánica por área unitaria. Una pirámide de biomasa representa la cantidad de alimento potencial disponible para cada nivel trófico en un ecosistema.[4]
- Pirámides de números: las pirámides ecológicas también pueden basarse en la cantidad de organismos individuales de cada nivel trófico. En algunos ecosistemas, como es el caso de la pradera, la forma de la pirámide de números es igual a las pirámides de energía y biomasa. Sin embargo, no siempre es así. Por ejemplo, en casi todos los bosques hay menos productores que consumidores. Un árbol tiene una gran cantidad de energía y biomasa, pero es un solo organismo. Muchos insectos viven en el árbol, pero tienen menos energía y biomasa. Por ellos, la pirámide de números del ecosistema forestal, no se parece en nada a una pirámide normal.[5]

También se suele manifestar este fenómeno indirectamente cuando se censan o recuentan los individuos de cada nivel, pero aquí las excepciones son más frecuentes y tienen que ver con las grandes diferencias de tamaño entre los organismos y con los distintos tiempos de generación, dando lugar a pirámides invertidas. Así en algunos ecosistemas los miembros de un nivel trófico pueden ser mucho más voluminosos y/o de ciclo vital más largo que los que dependen de ellos. Es el caso que observamos por ejemplo en muchas selvas ecuatoriales donde los productores primarios son grandes árboles y los principales fitófagos son hormigas. En un caso así el número más pequeño lo presenta el nivel trófico más bajo. También se invierte la pirámide de efectivos cuando las biomasas de los miembros consecutivos son semejantes, pero el tiempo de generación es mucho más breve en el nivel trófico inferior; un caso así puede darse en ecosistemas acuáticos donde los productores primarios son cianobacterias o nanoprotistas.

## Relación entre la energía y los niveles tróficos
En esta sucesión de etapas en las que un organismo se alimenta y es devorado, la energía fluye desde un nivel trófico a otro. Las plantas verdes u otros organismos que realizan la fotosíntesis utilizan la energía solar para elaborar hidratos de carbono para sus propias necesidades. La mayor parte de esta energía química se procesa en el metabolismo y se pierde en forma de calor en la respiración. Las plantas convierten la energía restante en biomasa, sobre el suelo como tejido leñoso y herbáceo y bajo este como raíces. Por último, este material, que es energía almacenada, se transfiere al segundo nivel trófico que comprende los herbívoros que pastan, los descomponedores y los que se alimentan de detritos.
Si bien, la mayor parte de la energía asimilada en el segundo nivel trófico se pierde de nuevo en forma de calor en la respiración, una porción se convierte en biomasa. En cada nivel trófico los organismos convierten menos energía en biomasa que la que reciben. Por lo tanto, cuantos más pasos se produzcan entre el productor y el consumidor final, la energía que queda disponible es menor.
Rara vez existen más de cuatro eslabones, o cinco niveles, en una red trófica. Con el tiempo, toda la energía que fluye a través de los niveles tróficos se pierde en forma de calor. El proceso por medio del cual la energía pierde su capacidad de generar trabajo útil se denomina la entropía.
Las plantas obtienen la energía directamente del sol por medio de la fotosíntesis. Los animales obtienen la energía a partir del alimento que ingieren, sea vegetal o animal. Mediante la respiración, tanto las plantas como los animales aprovechan la energía, pero disipan parte de ella en forma de calor, que pasa al medio externo. Por tanto, el flujo de energía que atraviesa un ecosistema es unidireccional.
Algunos microorganismos transforman la materia orgánica muerta en sales minerales. Las sales son aprovechadas por los organismos autótrofos, y los organismos autótrofos son ingeridos por los heterótrofos. Después, tanto los organismos autótrofos como los heterótrofos mueren y sus restos son transformados por los microorganismos, comenzando de nuevo el ciclo. Así, pues, la materia circula en el ecosistema de manera cíclica.

## Longitud de la cadena trófica

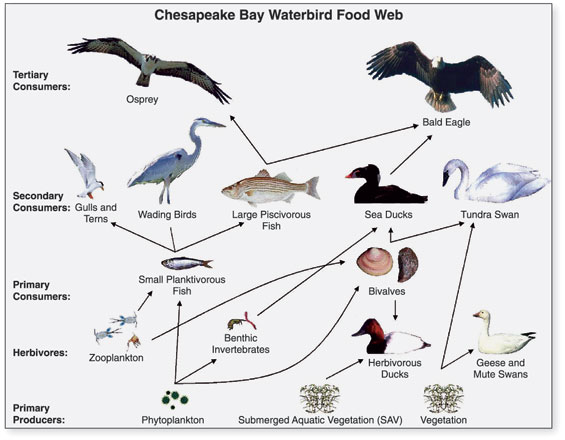
Esta red alimentaria de aves acuáticas de la bahía de Chesapeake es una red de cadenas alimentarias.

La longitud de una cadena trófica es una variable continua que proporciona una medida del paso de la energía y un índice de la estructura ecológica que aumenta a través de los eslabones desde los niveles tróficos (de alimentación) más bajos a los más altos.
| Las cadenas tróficas son vías direccionales de energía trófica o, lo que es lo mismo, secuencias de eslabones que comienzan con las especies basales, como los productores o la materia orgánica fina, y terminan con los organismos consumidores.: 370 |

Las cadenas tróficas se utilizan a menudo en la modelización ecológica (como una cadena trófica de tres especies). Son abstracciones simplificadas de las redes tróficas reales, pero complejas en su dinámica e implicaciones matemáticas.
Los ecólogos han formulado y probado hipótesis sobre la naturaleza de los patrones ecológicos asociados a la longitud de la cadena alimentaria, como que la longitud aumenta con el volumen del ecosistema, que está limitada por la reducción de energía en cada nivel sucesivo  o que refleja el tipo de hábitat.
Los productores, como las plantas, son organismos que utilizan energía solar o química para sintetizar almidón. Toda cadena alimentaria debe comenzar con un productor. En las profundidades marinas, las cadenas alimentarias centradas en los respiraderos hidrotermales y las filtraciones frías existen en ausencia de luz solar. Las bacterias y arqueas quimiosintéticas utilizan el sulfuro de hidrógeno y el metano de los respiraderos hidrotermales y las filtraciones frías como fuente de energía (al igual que las plantas utilizan la luz solar) para producir hidratos de carbono. Los consumidores son organismos que se comen a otros organismos. 
La longitud de la cadena alimentaria es importante porque la cantidad de energía transferida disminuye a medida que aumenta el nivel trófico; por lo general, sólo el diez por ciento de la energía total de un nivel trófico pasa al siguiente, ya que el resto se utiliza en el proceso metabólico. Normalmente no hay más de cinco niveles tróficos en una cadena alimentaria. Los seres humanos pueden recibir más energía retrocediendo un nivel en la cadena y consumiendo el alimento anterior, por ejemplo, obteniendo más energía por libra al consumir una ensalada que un animal que comiera lechuga.
La eficiencia de una cadena alimentaria depende de la energía que consumen primero los productores primarios. El consumidor primario obtiene su energía del productor y la transmite a los consumidores secundarios y terciarios.
Los estudios de la cadena alimentaria desempeñan un papel importante en los estudios de ecotoxicología, que rastrean las vías y la biomagnificación de los contaminantes ambientales.